# Silicon Saxony
Silicon Saxony è una eingetragener Verein con sede a Dresda. Riunisce le aziende che si occupano di elettronica e informatica, in particolar modo di microelettronica e software. Il distretto industriale si sviluppa in Dresda/Freiberg/Chemnitz. Conta circa 350 soci, per oltre 40.000 dipendenti. È uno dei distretti industriali più grandi di Germania e di Europa. Oltre alle aziende, sono soci anche istituti di ricerca e università e scuole superiori.

## Storia
Con lo scopo di sviluppare la regione storica dell'elettronica di Dresda e della Sassonia, risalente alla DDR e sviluppatasi anche dopo la riunificazione tedesca, viene fondata nel 2000.
La storia risale alla diffusione della elaborazione automatica dei dati nella DDR e in particolare a Karl-Marx-Stadt (Chemnitz) con l'introduzione del calcolatore Robotron 300.
Il nome deriva dalla omologa americana Silicon Valley.

## Principali soci

### Aziende
- Advanced Mask Technology Center (AMTC)
- Applied Materials – Dresda
- EDC Electronic Design Chemnitz GmbH – Chemnitz
- GlobalFoundries – Dresda (ex AMD Saxony)
- Infineon – Dresda
- Intel Mobile Communications – Dresda
- NXP Semiconductors Germany (ex Philips Semiconductors Dresden AG)
- Plastic Logic – Dresa
- Robert Bosch Semiconductor Manufacturing Dresden GmbH – Dresda
- Roth & Rau – Hohenstein-Ernstthal
- Siltronic – Freiberg
- X-FAB – Dresda
- Zentrum Mikroelektronik Dresden (ZMD)

### Amministrazioni
- Landeshauptstadt Dresden

### Istituti
- Technische Universität Dresden
- Technische Universität Bergakademie Freiberg
- Hochschule für Technik und Wirtschaft Dresden
- Fraunhofer-Institut für Elektronenstrahl- und Plasmatechnik (FEP), Dresda
- Fraunhofer-Institut für Fertigungstechnik und Angewandte Materialforschung (IFAM), Brema – filiale a Dresda
- Fraunhofer-Institut für Keramische Technologien und Systeme (IKTS), Dresda
- Fraunhofer-Institut für Photonische Mikrosysteme (IPMS), Dresda
- Fraunhofer-Institut für Werkstoff- und Strahltechnik (IWS), Dresda
- Fraunhofer-Institut für Zerstörungsfreie Prüfverfahren (IZFP), Saarbrücken – filiale a Dresda
- Fraunhofer-Institut für Zuverlässigkeit und Mikrointegration (IZM), Berlino – filiale a Chemnitz
- Helmholtz-Zentrum Dresden-Rossendorf (Mitglied der Helmholtz-Gemeinschaft)